# 1997 ER2
1997 ER2 är en asteroid i huvudbältet som upptäcktes 4 mars 1997 av den japanska astronomen Takao Kobayashi vid Ōizumi-observatoriet.